# Tyrannosaurus
Tyrannosaurus (mest kendte art Tyrannosaurus rex) også kaldt T-rex var en stor, kødædende dinosaurus, der levede i den sene kridttid, 68-65,5 millioner år siden. Den vejede omkring 8 tons, var 13 meter lang og var 6,5-7,5 meter høj. Deres fossiler er sjældne – frem til 2009 er der kun blevet fundet omkring 30 eksemplarer, hvoraf kun tre havde hele kranier. Det første eksemplar (en del af en rygsøjle) blev fundet i 1892 af Edward Cope, og blev kaldt Manospondylus gigas dansk: ~ kæmpe porøs hvirvel. Dyret blev omdøbt Tyrannosaurus rex (græsk: tyrannos, dansk: ~ hersker, saurus, dansk: ~ øgle og latin: rex, dansk: ~ konge) i 1905 af Henry Osborn.
Tyrannosaurus rex havde en bidstyrke på op til 13.000 Newton, hvilket er stærkere end dobermanners og hajers. Dog havde brygmophyseteren lige så store tænder som tyrannosaurus. Nyere forskning antyder endvidere at Tyrannosaurus rex kunne yde et bid på 35.000–57.000 N

## Navngivning af de første fund
Manospondylus-fundet af Cope i 1892 regnes for det første kendte eksemplar af Tyrannosaurus rex; Barnum Brown, som arbejdede for American Museum of Natural History, fandt det andet i Wyoming i 1900. Dette eksemplar blev oprindeligt navngivet Dynamosaurus imperiosus (græsk: dýnamis, dansk: ~ kejserlig kraftøgle) og blev beskrevet i det samme tidsskrift som Osborn beskrev Tyrannosaurus rex, men i en artikel bagest i hæftet. Havde det ikke været for sidetallet, var dyrets officielle navn blevet Dynamosaurus. De originale levn af "Dynamosaurus" befinder sig i dag i Natural History Museums samlinger i London.